# II Британский легион
II Британский легион (лат. Legio II Brittannica) — один из легионов поздней Римской империи.
Данное подразделение было создано узурпатором Караузием или Аллектом из части II Августова легиона. Легион дислоцировался в Рутупии (Британия) и был подчинен комиту Саксонского берега, где отвечал за оборону участка побережья от нападений саксов. С самого создания подразделение имело статус комитата.
В IV или начале V века II Британский легион был разделен на несколько частей. Согласно Notitia Dignitatum, одно подразделение находилось в ведении магистра пехоты и дислоцировалось в Галлии, другое переведено под командование магистра конницы Галлии. Предположительно, подразделение Secundani iuniores, которым командовал комит Британии, также было выделено из состава II Британского легиона.